# Twee preludes voor orgel
Twee preludes voor orgel is een compositie van Selim Palmgren.
Palmgren is voornamelijk binnen de Finse klassieke muziek bekend vanwege een vijftal pianoconcerten. Hij bleef echter voor wat betreft discografie ver achter bij zijn tijdgenoten en zeker in vergelijking van die van Jean Sibelius, die eigenaardig genoeg nooit tot pianoconcert kwam.
Binnen het obscure oeuvre van Palmgren vormen de twee preludes voor orgel dan nog een afzonderlijk werk. Het zijn zijn enige twee stukjes voor kerkorgel en duren samen niet meer dan drie minuten. Hij schreef ze zeer waarschijnlijk in 1908, maar onbekend is waarom ze dienden. Een prelude duidt op een voorspel, maar in dit geval is onbekend waarop. Ze kunnen dan ook als voorspel, dan wel intermezzo dienen voor zowel seculiere of religieuze concerten/uitvoeringen.
Het eerste werk is geschreven in de onduidelijke tempoaanduiding Tranquillo, voor de tweede ontbreekt zelfs een aanduiding tot uitvoering. In een studie naar het oeuvre van Palmgren zijn de werkjes (voorlopig) ingedeeld als opus 23. Een werk onder dat opusnummer ontbrak in de catalogus van zijn werken, maar van een vaste aanduiding als opus 23 is nog (gegevens 2013) nergens sprake. 